# Eric Bobo
Pour les articles homonymes, voir Bobo et Correa.
Eric Correa dit Eric Bobo est un musicien américain né le 27 août 1968 à New York. Il est surtout connu pour son travail de percussionniste avec différents groupes de hip-hop, notamment les Beastie Boys (il a joué avec eux au cours de la tournée de promotion de Check Your Head en 1992 et collaboré sur leurs albums Ill Communication et Hello Nasty) et Cypress Hill (dont il est membre à part entière depuis 1994). Il a également joué avec le groupe de rock américain The Black Crowes et a un projet solo de jazz latin.
D'origine portoricaine, il est le fils du percussionniste de jazz Willie Correa, connu sous le pseudonyme de Willie Bobo.